# 疏花火烧兰
疏花火烧兰（学名：Epipactis consimilis）为兰科火烧兰属下的一个种。

## 扩展阅读
- 維基物種上的相關：疏花火烧兰